# Juan de Torquemada
Juan de Torquemada, talvolta italianizzato come Giovanni di Torrecremata (Valladolid, 1388 – Roma, 26 settembre 1468), è stato un cardinale e vescovo cattolico spagnolo.

## Biografia
Juan nacque a Valladolid da una famiglia discendente da ebrei convertiti (conversos). Entrato tra i Domenicani, si affermò come il più insigne teologo del suo tempo e come difensore del principio di autorità pontificia. Papa Eugenio IV lo elevò al rango di cardinale nel concistoro del 18 dicembre 1439 e lo inviò come ambasciatore presso Carlo VII di Francia per persuaderlo a concludere la pace con gli Inglesi. Fu vescovo di Cadice dal 1440 al 1442, di Orense dal 1442 al 1445 e nel 1463, di León dal 1460 al 1463. Papa Callisto III lo promosse alla sede suburbicaria di Palestrina, e Pio II a quella di Sabina. Nel 1460 istituì a Roma, presso la chiesa conventuale di Santa Maria sopra Minerva, l'arciconfraternita della SS. Annunziata, al fine di provvedere di dote le fanciulle povere. Partecipò al Concilio di Basilea (1431-1449) schierandosi tra quanti si opponevano all'Immacolata Concezione. Nel 1456 fu nominato primo abate commendatario di Subiaco. Morì il 26 settembre 1468. Ad oggi i suoi resti si trovano nella basilica di Santa Maria sopra Minerva.
Era lo zio di Tomàs de Torquemada, celebre e famigerato inquisitore spagnolo.

## Genealogia episcopale
La genealogia episcopale è:
- Cardinale Juan de Carvajal
- Papa Pio II
- Cardinale Juan de Torquemada, O.P.

## Opere principali

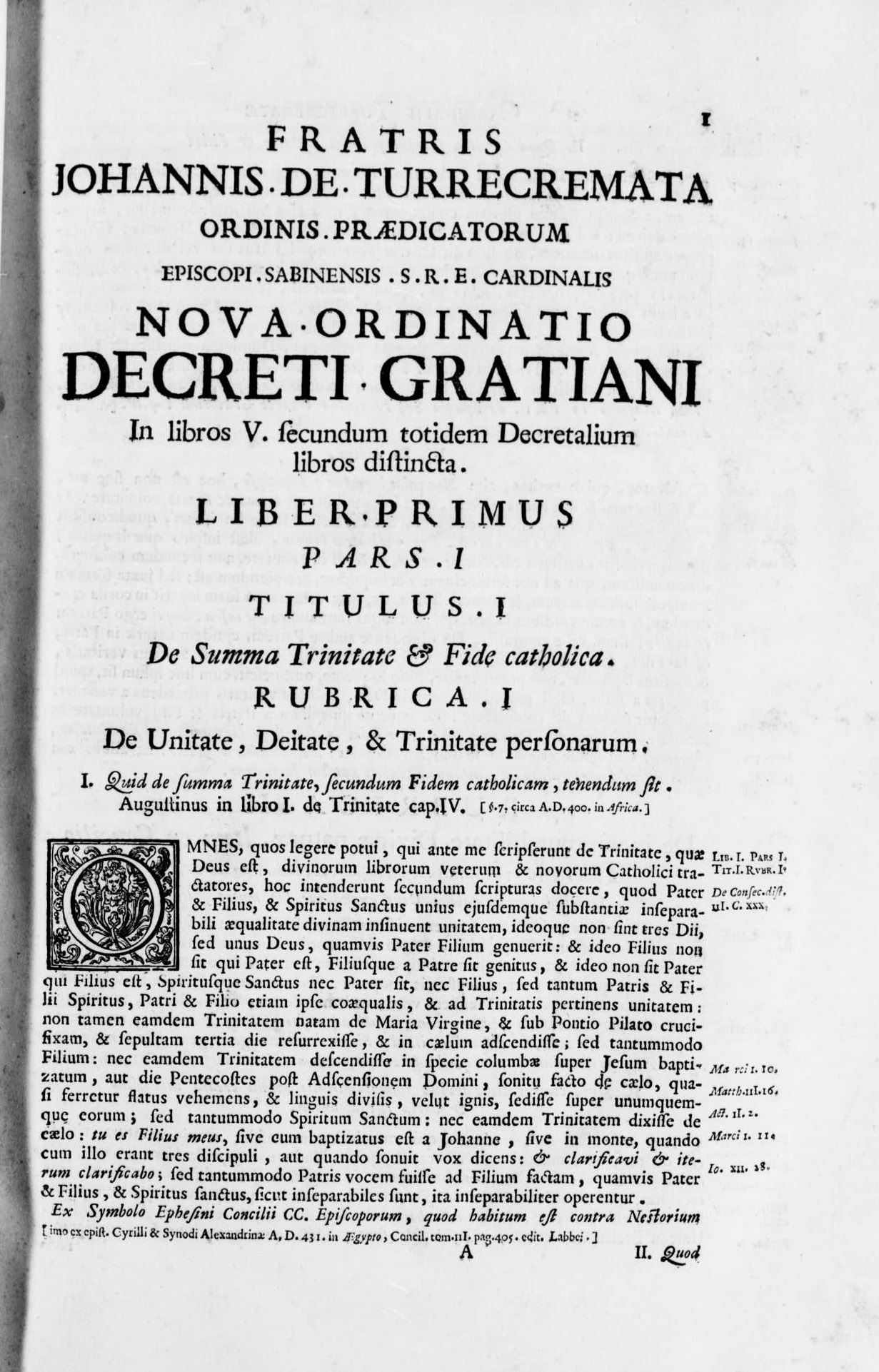
Decretum Gratiani, 1727

- Summa de Ecclesia (che gli meritò il titolo di defensor fidei)
  - (LA) Summa de Ecclesia contra impugnatores potestatis Summi Ponteficis, Lyon, Johann Trechsel, 1496.
- Meditationes J. de T. positae et depictae de ipsius mandato in ecclesiae ambitu S.M. de Minerva
- Expositio brevis et utilis super toto psalterio
- Tractatus de aqua benedicta
- Quaestiones spirituali convivii delicias praeferentes supe Evangeliis tam de tempore quam Sanctis
- Commentarii in decretum Gratiani.
  - (LA) Decretum Gratiani, Roma, Girolamo Mainardi, 1727.
- Tractatus de veritate conceptionis Beatissimae Virginis pro facienda relatione coram Patribus Concilii Basileensisi a.D. 1437, Romae 1547. Trattato contro l'Immacolata Concezione.

## Iconografia
- Beato Angelico, Crocifissione con il cardinale Torquemada (1451-1454)